# محوطه بادمچین
محوطه بادمچین مربوط به سدهٔ ۷ تا ۱۰ ه.ق است و در شهرستان بویین زهرا، بخش شال، روستای بادمچین واقع شده و این اثر در تاریخ ۲۲ مرداد ۱۳۸۴ با شمارهٔ ثبت ۱۳۲۳۸ به‌عنوان یکی از آثار ملی ایران به ثبت رسیده است.